# Vitesse in het seizoen 2005/06
|               | Eredivisie | KNVB beker | Play- offs | Totaal |
| ------------- | ---------- | ---------- | ---------- | ------ |
| Wedstrijden   | 34         | 2          | 6          | 42     |
| Gewonnen      | 13         | 1          | 2          | 16     |
| Gelijk        | 5          | 1          | 3          | 9      |
| Verloren      | 16         | 0          | 1          | 17     |
| Thuis         | 17         | 1          | 3          | 21     |
| Uit           | 17         | 1          | 3          | 21     |
| Gele kaarten  | 57         | 8          | 12         | 77     |
| 2× gele kaart | 1          | 1          | 1          | 3      |
| Rode kaarten  | 3          | 1          | 2          | 6      |
| Doelsaldo     | −2         | +3         | +1         | +2     |
| voor          | 52         | 7          | 9          | 68     |
| tegen         | 54         | 4          | 8          | 66     |
| ‘De Nul’      | 6          | 0          | 2          | 8      |

Vitesse kwam in het seizoen 2005/2006 voor het 17e seizoen op rij uit in de hoogste klasse van het betaald voetbal, de Eredivisie. Daarnaast nam het Arnhemse elftal deel aan het toernooi om de KNVB beker.

## Samenvatting
De Vitesse-selectie stond het seizoen 2005/'06 onder leiding van trainer Edward Sturing.
In de Eredivisie eindigde Vitesse dit seizoen na de reguliere competitie als 11e met 44 punten; Vitesse plaatste zich daardoor voor de play-offs om een plaats in de UEFA Intertoto Cup. In de Play-offs om Intertoto-voetbal verloor Vitesse de finale over twee wedstrijden van FC Twente. In de officiële eindstand van de Eredivisie eindigde Vitesse hierdoor als 10e.

In de KNVB beker werd Vitesse in de tweede ronde na strafschoppen uitgeschakeld door AGOVV Apeldoorn.
In de competitie bezochten gemiddeld 19.489 toeschouwers Vitesse in GelreDome.

## Selectie en statistieken
Alle spelers die gedurende het seizoen 2005/06 minimaal één officiële wedstrijd hebben gespeeld voor het eerste elftal worden in het onderstaande overzicht tot de selectie gerekend.
Legenda
| - W Wedstrijden - Doelpunten | - Gele kaarten (inclusief 2× geel) - 2× gele kaart in 1 wedstrijd - Rode kaarten (inclusief 2× geel) | - B Basisplaatsen - In Wissels In - Uit Wissels Uit |

| Pos.   | Nat.                | Spelersnaam          | Eredivisie | Eredivisie | Eredivisie | Eredivisie | Eredivisie | Eredivisie | Eredivisie | Eredivisie |  | KNVB beker | KNVB beker | KNVB beker | KNVB beker | KNVB beker | KNVB beker | KNVB beker | KNVB beker |  | Play-offs | Play-offs | Play-offs | Play-offs | Play-offs | Play-offs | Play-offs | Play-offs |  | Totaal | Totaal | Totaal | Totaal | Totaal | Totaal | Totaal | Totaal |
| Pos.   | Nat.                | Spelersnaam          | W          |            |            |            |            | B          | In         | Uit        |  | W          |            |            |            |            | B          | In         | Uit        |  | W         |           |           |           |           | B         | In        | Uit       |  | W      |        |        |        |        | B      | In     | Uit    |
| ------ | ------------------- | -------------------- | ---------- | ---------- | ---------- | ---------- | ---------- | ---------- | ---------- | ---------- |  | ---------- | ---------- | ---------- | ---------- | ---------- | ---------- | ---------- | ---------- |  | --------- | --------- | --------- | --------- | --------- | --------- | --------- | --------- |  | ------ | ------ | ------ | ------ | ------ | ------ | ------ | ------ |
| D      | Vlag van Nederland  | Gino Coutinho        | 1          | 0          | 0          | 0          | 0          | 1          | 0          | 0          |  | 1          | 0          | 0          | 0          | 0          | 0          | 1          | 0          |  | 2         | 0         | 0         | 0         | 0         | 1         | 1         | 0         |  | 4      | 0      | 0      | 0      | 0      | 2      | 2      | 0      |
| D      | Vlag van Nederland  | Harald Wapenaar      | 33         | 0          | 0          | 0          | 0          | 33         | 0          | 0          |  | 2          | 0          | 1          | 0          | 0          | 2          | 0          | 1          |  | 5         | 0         | 0         | 0         | 0         | 5         | 0         | 1         |  | 40     | 0      | 1      | 0      | 0      | 40     | 0      | 2      |
| V      | Vlag van Nederland  | Peter van den Berg   | 4          | 0          | 0          | 0          | 0          | 4          | 0          | 3          |  | 2          | 0          | 0          | 0          | 0          | 2          | 0          | 1          |  | 6         | 0         | 0         | 0         | 0         | 5         | 1         | 1         |  | 12     | 0      | 0      | 0      | 0      | 11     | 1      | 5      |
| V      | Vlag van België     | Siebe Blondelle      | 3          | 1          | 2          | 1          | 1          | 2          | 1          | 1          |  | 0          | 0          | 0          | 0          | 0          | 0          | 0          | 0          |  | 0         | 0         | 0         | 0         | 0         | 0         | 0         | 0         |  | 3      | 1      | 2      | 1      | 1      | 2      | 1      | 1      |
| V      | Vlag van Nederland  | Michael Dingsdag     | 33         | 1          | 5          | 0          | 1          | 33         | 0          | 0          |  | 2          | 1          | 2          | 1          | 1          | 2          | 0          | 0          |  | 2         | 0         | 0         | 0         | 1         | 1         | 1         | 0         |  | 37     | 2      | 7      | 1      | 3      | 36     | 1      | 0      |
| V      | Vlag van Nederland  | Purrel Fränkel       | 32         | 0          | 2          | 0          | 0          | 24         | 8          | 9          |  | 1          | 0          | 0          | 0          | 0          | 1          | 0          | 0          |  | 6         | 0         | 1         | 0         | 0         | 5         | 1         | 2         |  | 39     | 0      | 3      | 0      | 0      | 30     | 9      | 11     |
| V      | Vlag van Nederland  | Ruud Knol            | 27         | 1          | 5          | 0          | 0          | 25         | 2          | 2          |  | 0          | 0          | 0          | 0          | 0          | 0          | 0          | 0          |  | 6         | 0         | 1         | 0         | 0         | 6         | 0         | 0         |  | 33     | 1      | 6      | 0      | 0      | 31     | 2      | 2      |
| V      | Vlag van België     | Gill Swerts          | 30         | 2          | 7          | 0          | 0          | 29         | 1          | 6          |  | 1          | 0          | 1          | 0          | 0          | 1          | 0          | 0          |  | 6         | 0         | 1         | 0         | 0         | 6         | 0         | 0         |  | 37     | 2      | 9      | 0      | 0      | 36     | 1      | 6      |
| V      | Vlag van Nederland  | Paul Verhaegh        | 12         | 0          | 2          | 0          | 0          | 12         | 0          | 0          |  | 0          | 0          | 0          | 0          | 0          | 0          | 0          | 0          |  | 6         | 0         | 1         | 0         | 0         | 6         | 0         | 1         |  | 18     | 0      | 3      | 0      | 0      | 18     | 0      | 1      |
| V      | Vlag van België     | Stijn Vreven         | 17         | 0          | 5          | 0          | 0          | 17         | 0          | 1          |  | 2          | 0          | 1          | 0          | 0          | 2          | 0          | 0          |  | 0         | 0         | 0         | 0         | 0         | 0         | 0         | 0         |  | 19     | 0      | 6      | 0      | 0      | 19     | 0      | 1      |
| M      | Vlag van Nederland  | Youssouf Hersi       | 25         | 10         | 2          | 0          | 0          | 21         | 4          | 13         |  | 1          | 0          | 0          | 0          | 0          | 0          | 1          | 0          |  | 5         | 3         | 2         | 0         | 0         | 5         | 0         | 0         |  | 31     | 13     | 4      | 0      | 0      | 26     | 5      | 13     |
| M      | Vlag van Nederland  | Theo Janssen         | 30         | 7          | 6          | 0          | 0          | 30         | 0          | 2          |  | 1          | 1          | 1          | 0          | 0          | 1          | 0          | 0          |  | 4         | 0         | 2         | 0         | 0         | 3         | 1         | 0         |  | 35     | 8      | 9      | 0      | 0      | 34     | 1      | 2      |
| M      | Vlag van België     | Onur Kaya            | 9          | 0          | 0          | 0          | 0          | 5          | 4          | 4          |  | 0          | 0          | 0          | 0          | 0          | 0          | 0          | 0          |  | 3         | 0         | 1         | 0         | 0         | 1         | 2         | 1         |  | 12     | 0      | 1      | 0      | 0      | 6      | 6      | 5      |
| M      | Vlag van Nederland  | Richard Knopper      | 23         | 3          | 1          | 0          | 0          | 23         | 0          | 2          |  | 2          | 2          | 0          | 0          | 0          | 2          | 0          | 1          |  | 4         | 0         | 2         | 1         | 1         | 4         | 0         | 3         |  | 29     | 5      | 3      | 1      | 1      | 29     | 0      | 6      |
| M      | Vlag van België     | Tim De Meersman      | 1          | 0          | 0          | 0          | 0          | 0          | 1          | 0          |  | 0          | 0          | 0          | 0          | 0          | 0          | 0          | 0          |  | 0         | 0         | 0         | 0         | 0         | 0         | 0         | 0         |  | 1      | 0      | 0      | 0      | 0      | 0      | 1      | 0      |
| M      | Vlag van Nederland  | Remco van der Schaaf | 27         | 2          | 8          | 0          | 1          | 27         | 0          | 2          |  | 1          | 0          | 0          | 0          | 0          | 1          | 0          | 0          |  | 6         | 0         | 1         | 0         | 0         | 6         | 0         | 0         |  | 34     | 2      | 9      | 0      | 1      | 34     | 0      | 2      |
| M      | Vlag van Ghana      | Abubakari Yakubu     | 22         | 0          | 5          | 0          | 0          | 22         | 0          | 3          |  | 2          | 0          | 1          | 0          | 0          | 2          | 0          | 0          |  | 1         | 0         | 0         | 0         | 0         | 1         | 0         | 1         |  | 25     | 0      | 6      | 0      | 0      | 25     | 0      | 4      |
| A      | Vlag van Ghana      | Matthew Amoah        | 18         | 9          | 0          | 0          | 0          | 17         | 1          | 4          |  | 2          | 0          | 0          | 0          | 0          | 2          | 0          | 0          |  | 0         | 0         | 0         | 0         | 0         | 0         | 0         | 0         |  | 20     | 9      | 0      | 0      | 0      | 19     | 1      | 4      |
| A      | Vlag van Ghana      | Fred Benson          | 28         | 7          | 1          | 0          | 0          | 9          | 19         | 5          |  | 2          | 1          | 0          | 0          | 0          | 1          | 1          | 1          |  | 6         | 1         | 0         | 0         | 0         | 4         | 2         | 2         |  | 36     | 9      | 1      | 0      | 0      | 14     | 22     | 8      |
| A      | Vlag van Nederland  | Etiënne Esajas       | 11         | 1          | 0          | 0          | 0          | 5          | 6          | 4          |  | 2          | 0          | 0          | 0          | 0          | 1          | 1          | 1          |  | 1         | 0         | 0         | 0         | 0         | 0         | 1         | 0         |  | 14     | 1      | 0      | 0      | 0      | 6      | 8      | 5      |
| A      | Vlag van Montenegro | Igor Gluščević       | 7          | 0          | 0          | 0          | 0          | 0          | 7          | 0          |  | 2          | 1          | 0          | 0          | 0          | 0          | 2          | 0          |  | 0         | 0         | 0         | 0         | 0         | 0         | 0         | 0         |  | 9      | 1      | 0      | 0      | 0      | 0      | 9      | 0      |
| A      | Vlag van Denemarken | Mads Junker          | 16         | 4          | 2          | 0          | 0          | 16         | 0          | 6          |  | 0          | 0          | 0          | 0          | 0          | 0          | 0          | 0          |  | 6         | 5         | 0         | 0         | 0         | 6         | 0         | 1         |  | 22     | 9      | 2      | 0      | 0      | 22     | 0      | 7      |
| A      | Vlag van België     | Tom De Mul           | 27         | 2          | 3          | 0          | 0          | 16         | 11         | 14         |  | 1          | 0          | 1          | 0          | 0          | 1          | 0          | 0          |  | 1         | 0         | 0         | 0         | 0         | 1         | 0         | 0         |  | 29     | 2      | 4      | 0      | 0      | 18     | 11     | 14     |
| A      | Vlag van Nederland  | Eldridge Rojer       | 21         | 0          | 1          | 0          | 0          | 3          | 18         | 2          |  | 1          | 0          | 0          | 0          | 0          | 1          | 0          | 1          |  | 3         | 0         | 0         | 0         | 0         | 0         | 3         | 0         |  | 25     | 0      | 1      | 0      | 0      | 4      | 21     | 3      |
| Totaal | Totaal              | Totaal               | 34         | 52         | 57         | 1          | 3          | 374        | 83         | 83         |  | 2          | 7          | 8          | 1          | 1          | 22         | 6          | 6          |  | 6         | 9         | 12        | 1         | 2         | 66        | 13        | 13        |  | 42     | 68     | 77     | 3      | 6      | 462    | 102    | 102    |
| Pos.   | Nat.                | Spelersnaam          | W          |            |            |            |            | B          | In         | Uit        |  | W          |            |            |            |            | B          | In         | Uit        |  | W         |           |           |           |           | B         | In        | Uit       |  | W      |        |        |        |        | B      | In     | Uit    |
| Pos.   | Nat.                | Spelersnaam          | Eredivisie | Eredivisie | Eredivisie | Eredivisie | Eredivisie | Eredivisie | Eredivisie | Eredivisie |  | KNVB beker | KNVB beker | KNVB beker | KNVB beker | KNVB beker | KNVB beker | KNVB beker | KNVB beker |  | Play-offs | Play-offs | Play-offs | Play-offs | Play-offs | Play-offs | Play-offs | Play-offs |  | Totaal | Totaal | Totaal | Totaal | Totaal | Totaal | Totaal | Totaal |

### Topscorers
| Nr.                         | Naam                        | Doelpunt(en) |
| --------------------------- | --------------------------- | ------------ |
| 1                           | Youssouf Hersi              | 10           |
| 2                           | Matthew Amoah               | 9            |
| 3                           | Fred Benson                 | 7            |
| 3                           | Theo Janssen                | 7            |
| 5                           | Mads Junker                 | 4            |
| 6                           | Richard Knopper             | 3            |
| 7                           | Tom De Mul                  | 2            |
| 7                           | Remco van der Schaaf        | 2            |
| 7                           | Gill Swerts                 | 2            |
| 10                          | Siebe Blondelle             | 1            |
| 10                          | Michael Dingsdag            | 1            |
| 10                          | Etiënne Esajas              | 1            |
| 10                          | Ruud Knol                   | 1            |
| Eigen doelpunt tegenstander | Eigen doelpunt tegenstander | 2            |
| Totaal                      | Totaal                      | 52           |

| Nr.                         | Naam                        | Doelpunt(en) |
| --------------------------- | --------------------------- | ------------ |
| 1                           | Richard Knopper             | 2            |
| 2                           | Fred Benson                 | 1            |
| 2                           | Michael Dingsdag            | 1            |
| 2                           | Igor Gluščević              | 1            |
| 2                           | Theo Janssen                | 1            |
| Eigen doelpunt tegenstander | Eigen doelpunt tegenstander | 1            |
| Totaal                      | Totaal                      | 7            |

| Nr.    | Naam           | Doelpunt(en) |
| ------ | -------------- | ------------ |
| 1      | Mads Junker    | 5            |
| 2      | Youssouf Hersi | 3            |
| 3      | Fred Benson    | 1            |
| Totaal | Totaal         | 9            |

| Nr.                         | Naam                        | Doelpunt(en) |
| --------------------------- | --------------------------- | ------------ |
| 1                           | Youssouf Hersi              | 13           |
| 2                           | Matthew Amoah               | 9            |
| 2                           | Fred Benson                 | 9            |
| 2                           | Mads Junker                 | 9            |
| 5                           | Theo Janssen                | 8            |
| 6                           | Richard Knopper             | 5            |
| 7                           | Michael Dingsdag            | 2            |
| 7                           | Tom De Mul                  | 2            |
| 7                           | Remco van der Schaaf        | 2            |
| 7                           | Gill Swerts                 | 2            |
| 11                          | Siebe Blondelle             | 1            |
| 11                          | Etiënne Esajas              | 1            |
| 11                          | Igor Gluščević              | 1            |
| 11                          | Ruud Knol                   | 1            |
| Eigen doelpunt tegenstander | Eigen doelpunt tegenstander | 3            |
| Totaal                      | Totaal                      | 68           |

### Mutaties

#### Aangetrokken in de zomer
| Speler               | Vorige club                               |
| -------------------- | ----------------------------------------- |
| Etiënne Esajas       | Ajax                                      |
| Tom De Mul           | Ajax (gehuurd)                            |
| Remco van der Schaaf | PSV                                       |
| Gill Swerts          | Feyenoord (was verhuurd aan ADO Den Haag) |
| Abubakari Yakubu     | Ajax (was gehuurd)                        |

#### Vertrokken in de zomer
| Speler              | Nieuwe club                               |
| ------------------- | ----------------------------------------- |
| Jaap Davids         | FC Den Bosch (verhuurd)                   |
| Luciën Dors         | FC Den Bosch (verhuurd)                   |
| Theo Groeneveld     | FC Eindhoven                              |
| Aleksandar Ranković | ADO Den Haag                              |
| Sjoerd Rensen       | FC Dordrecht                              |
| Stijn Schaars       | AZ                                        |
| Mamadou Zongo       | Onbekend (was verhuurd aan De Graafschap) |

#### Aangetrokken in de winter
| Speler        | Vorige club     |
| ------------- | --------------- |
| Mads Junker   | FC Nordsjælland |
| Paul Verhaegh | FC Den Bosch    |

#### Vertrokken in de winter
| Speler         | Nieuwe club                        |
| -------------- | ---------------------------------- |
| Matthew Amoah  | Borussia Dortmund                  |
| Igor Gluščević | Shandong Luneng Taishan (verhuurd) |
| Stijn Vreven   | Omonia Nicosia                     |

## Wedstrijden
Bron: Vitesse Statistieken
| Legenda    |
| ---------- |
| Winst      |
| Gelijkspel |
| Verlies    |

### Eredivisie
| Datum             | Thuis            | Uitslag   | Uit              | Doelpuntenmakers Vitesse                                           | Bijzonderheden          |
| ----------------- | ---------------- | --------- | ---------------- | ------------------------------------------------------------------ | ----------------------- |
| 13 augustus 2005  | Vitesse          | 2-2 (1-0) | sc Heerenveen    | Esajas (1-0), Janssen (2-1)                                        |                         |
| 21 augustus 2005  | PSV              | 2-1 (2-1) | Vitesse          | Alex (e.d.; 0-1)                                                   |                         |
| 27 augustus 2005  | Vitesse          | 0-5 (0-3) | AZ               | (-)                                                                |                         |
| 11 september 2005 | FC Twente        | 0-1 (0-0) | Vitesse          | Amoah (0-1)                                                        |                         |
| 18 september 2005 | FC Utrecht       | 1-0 (1-0) | Vitesse          | (-)                                                                |                         |
| 24 september 2005 | Vitesse          | 2-0 (0-0) | FC Groningen     | Swerts (1-0), Benson (2-0)                                         |                         |
| 1 oktober 2005    | Roda JC          | 3-2 (2-0) | Vitesse          | Janssen (2-1), Benson (2-2)                                        |                         |
| 16 oktober 2005   | Vitesse          | 3-1 (1-1) | ADO Den Haag     | Benson (1-0), Bodde (e.d.; 2-1), Hersi (3-1)                       |                         |
| 22 oktober 2005   | RBC Roosendaal   | 0-3 (0-1) | Vitesse          | Janssen (2x; 0-1, 0-3), Hersi (0-2)                                |                         |
| 29 oktober 2005   | Vitesse          | 5-1 (2-1) | Heracles Almelo  | Youssouf Hersi (2x; 2-1, 5-1), Amoah (2x; 3-1, 4-1), De Mul (1-0)  |                         |
| 6 november 2005   | Feyenoord        | 0-0 (0-0) | Vitesse          | (-)                                                                |                         |
| 18 november 2005  | Willem II        | 3-4 (1-3) | Vitesse          | Amoah (3x; 0-1, 1-2, 1-4), Janssen (1-3)                           |                         |
| 29 november 2005  | Vitesse          | 4-2 (1-1) | RKC Waalwijk     | Hersi (2x; 3-2, 4-2), Janssen (1-0), Amoah (2-2)                   |                         |
| 4 december 2005   | N.E.C.           | 1-0 (1-0) | Vitesse          | (-)                                                                |                         |
| 11 december 2005  | Vitesse          | 0-2 (0-1) | Ajax             | (-)                                                                |                         |
| 16 december 2005  | Sparta Rotterdam | 1-0 (0-0) | Vitesse          | (-)                                                                |                         |
| 27 december 2005  | Vitesse          | 2-1 (0-0) | NAC Breda        | Amoah (2x; 1-1, 2-1)                                               |                         |
| 30 december 2005  | Heracles Almelo  | 3-1 (3-0) | Vitesse          | Benson (3-1)                                                       |                         |
| 15 januari 2006   | Vitesse          | 0-1 (0-1) | Feyenoord        | (-)                                                                |                         |
| 21 januari 2006   | Vitesse          | 2-1 (0-1) | Willem II        | Benson (2x; 1-1, 2-1)                                              |                         |
| 29 januari 2006   | RKC Waalwijk     | 0-1 (0-0) | Vitesse          | Dingsdag (0-1)                                                     |                         |
| 4 februari 2006   | AZ               | 1-1 (1-1) | Vitesse          | Swerts (1-1)                                                       | Van der Schaaf 81', 81' |
| 8 februari 2006   | Vitesse          | 1-2 (1-0) | FC Twente        | Hersi (1-0)                                                        |                         |
| 11 februari 2006  | sc Heerenveen    | 4-1 (1-1) | Vitesse          | Junker (0-1)                                                       |                         |
| 17 februari 2006  | Vitesse          | 1-3 (1-1) | PSV              | Hersi (1-0)                                                        |                         |
| 25 februari 2006  | ADO Den Haag     | 2-0 (2-0) | Vitesse          | (-)                                                                |                         |
| 4 maart 2006      | Vitesse          | 1-3 (1-1) | Roda JC          | Blondelle (1-0)                                                    | Blondelle 29', 70'      |
| 12 maart 2006     | Vitesse          | 5-1 (2-0) | RBC Roosendaal   | Junker (1-0), Knol (2-0), Hersi (3-0), Knopper (4-0), Benson (5-1) |                         |
| 17 maart 2006     | NAC Breda        | 2-2 (1-1) | Vitesse          | Knopper (0-1), Van der Schaaf (2-2)                                | Dingsdag 62'            |
| 24 maart 2006     | Vitesse          | 3-1 (0-1) | Sparta Rotterdam | Janssen (1-1), Junker (2-1), De Mul (3-1)                          |                         |
| 2 april 2006      | FC Groningen     | 2-1 (1-0) | Vitesse          | Knopper (2-1)                                                      |                         |
| 9 april 2006      | Vitesse          | 1-0 (1-0) | FC Utrecht       | Junker (1-0)                                                       |                         |
| 12 april 2006     | Ajax             | 2-1 (0-0) | Vitesse          | Hersi (0-1)                                                        |                         |
| 16 april 2006     | Vitesse          | 1-1 (0-1) | N.E.C.           | Van der Schaaf (1-1)                                               |                         |

### KNVB beker
| Datum             | Ronde        | Thuis          | Uitslag              | Uit             | Doelpuntenmakers Vitesse                                          | Bijzonderheden                                                                                                |
| ----------------- | ------------ | -------------- | -------------------- | --------------- | ----------------------------------------------------------------- | --- |
| 6 augustus 2005   | Eerste ronde | Harkemase Boys | 1-4 (1-1)            | Vitesse         | Herder (e.d.; 0-1), Dingsdag (1-2), Benson (1-3), Gluščević (1-4) | |
| 21 september 2005 | Tweede ronde | Vitesse        | 3-3 (n.v.; 1-3, 3-3) | AGOVV Apeldoorn | Knopper (2x; 1-0, 3-3), Janssen (2-3)                             | Dingsdag 28', 96'; Verlies na strafschoppen; Amoah en Gluščević benutten strafschop, Knopper en Swerts missen |

### Play-offs Intertoto
| Datum         | Ronde                | Thuis        | Uitslag   | Uit          | Doelpuntenmakers Vitesse                | Bijzonderheden   |
| ------------- | -------------------- | ------------ | --------- | ------------ | --------------------------------------- | ---------------- |
| 19 april 2006 | Eerste ronde         | RKC Waalwijk | 4-4 (0-4) | Vitesse      | Junker (3x; 0-1, 0-2, 0-3), Hersi (0-4) | Dingsdag 81'     |
| 23 april 2006 | Eerste ronde         | Vitesse      | 2-0 (0-0) | RKC Waalwijk | Junker (1-0), Hersi (2-0)               |                  |
| 26 april 2006 | Tweede ronde         | Vitesse      | 0-0 (0-0) | N.E.C.       | (-)                                     |                  |
| 3 mei 2006    | Tweede ronde         | N.E.C.       | 1-2 (1-1) | Vitesse      | Benson (1-1), Hersi (1-2)               | Knopper 39', 90' |
| 11 mei 2006   | Derde ronde (finale) | Vitesse      | 1-1 (0-1) | FC Twente    | Junker (1-1)                            |                  |
| 14 mei 2006   | Derde ronde (finale) | FC Twente    | 2-0 (0-0) | Vitesse      | (-)                                     |                  |

### Oefenwedstrijden
| Datum            | Thuis                | Uitslag    | Uit         | Doelpuntenmakers Vitesse | Bijzonderheden                     |
| ---------------- | -------------------- | ---------- | ----------- | --- | ---------------------------------- |
| 9 juli 2005      | VV Beekbergen        | 3-9 (0-5)  | Vitesse     | Knopper (3x; 0-2, 0-3, 0-5), Hersi (2x; 0-1, 0-4), Gluščević (0-6), Kaya (1-7), Janssen (1-8), Ranković (2-9)               |                                    |
| 11 juli 2005     | SV DFS               | 0-9 (0-3)  | Vitesse     | Gluščević (3x; 0-1, 0-2, 0-3), Rojer (2x; 0-4, 0-7), Amoah (2x; 0-5, 0-9), Janssen (2x; 0-6, 0-8)                           |                                    |
| 12 juli 2005     | SV OBW               | 1-2 (1-1)  | Vitesse     | Amoah (0-1), Gluščević (1-2)                                                                                                |                                    |
| 14 juli 2005     | RKSV Driel           | 0-10 (0-6) | Vitesse     | Gluščević (3x; 0-1, 0-2, 0-3), Van der Schaaf (3x; 0-5, 0-6, 0-7), Hersi (0-4), Amoah (0-8), Benson (0-9), Dors (0-10)      |                                    |
| 15 juli 2005     | Jonge Kracht         | 0-2 (0-1)  | Vitesse     | Rojer (0-1), Janssen (0-2)                                                                                                  |                                    |
| 20 juli 2005     | Vitesse              | 2-0 (1-0)  | FC Porto    | Silvo (e.d.; 1-0), Amoah (2-0)                                                                                              |                                    |
| 23 juli 2005     | Vitesse              | 1-2 (0-1)  | KSK Beveren | Fränkel (1-1) |                                    |
| 26 juli 2005     | Germinal Beerschot   | 1-1 (0-1)  | Vitesse     | Knopper (0-1) |                                    |
| 30 juli 2005     | Vitesse              | 2-2 (2-1)  | KRC Genk    | Janssen (1-0), Knopper (2-0)                                                                                                | Eigen doelpunt Yakubu (2-2)        |
| 2 augustus 2005  | s.v. de Valleivogels | 0-8 (0-2)  | Vitesse     | Fränkel (2x; 0-5, 0-6), Rojer (0-1), Van den Berg (0-2), Janssen (0-3), Van der Schaaf (0-4), Gluščević (0-7), Benson (0-8) |                                    |
| 6 september 2005 | SC Veluwezoom        | 1-11 (0-4) | Vitesse     | Benson (6x; 0-2, 0-4, 0-5, 0-6, 0-10, 0-11), Knopper (3x; 0-7, 0-8, 0-9), De Mul (0-1), Fränkel (0-3)                       |                                    |
| 11 oktober 2005  | DOVO                 | 0-3 (0-0)  | Vitesse     | Janssen (2x; 0-1, 0-3), Amoah (0-2)                                                                                         | Van der Schaaf mist een strafschop |
| 21 december 2005 | VV Bennekom          | 3-4 (1-4)  | Vitesse     | Benson (0-1), De Mul (0-2), Hersi (0-3), Neemelo (0-4)                                                                      |                                    |
| 7 januari 2006   | SV Spakenburg        | 2-3 (1-1)  | Vitesse     | Esajas (1-1), Dingsdag (2-2), Rojer (2-3)                                                                                   |                                    |
| 10 januari 2006  | GVVV                 | 0-5 (0-3)  | Vitesse     | Janssen (2x; 0-3, 0-4), Junker (0-1), Knopper (0-2), Gluščević (0-5)                                                        |                                    |
| 16 mei 2006      | Sportlust '46        | 1-2 (0-0)  | Vitesse     | Junker (1-1), Fränkel (1-2)                                                                                                 |                                    |
| 20 mei 2006      | SV Meerkerk          | 1-7 (0-3)  | Vitesse     | Janssen (2x; 0-2, 0-4), Rojer (2x; 0-3, 0-6), Hersi (0-1), Esajas (0-5), Kaya (1-7)                                         |                                    |